# Bedenica
Bedenica é uma vila e município da Croácia localizado no condado de Zagreb